# Хосу Уррутія
Хосу Уррутія Теллерія (нар. 10 квітня 1968) — колишній іспанський футболіст, що грав на позиції опорного півзахисника.
Упродовж усієї своєї 17-річної кар'єри він був гравцем «Атлетіка Більбао», за який провів 348 матчів Ла-Ліги в 16-ти сезонах і забив десять голів. Згодом сім років обіймав посаду президента клубу.

## Ігрова кар'єра
Уррутія народився в Більбао (Біскайя). Вихованець молодіжної академії «Атлетіка Більбао», розташованої в Лесамі. Свою першу гру в складі команди дублерів він провів 9 вересня 1984 року, маючи лише 16 років, завдяки страйкові професійних гравців, і пробув на полі 67 хвилин, коли його команда вдома перемогла «Саламанку» 3:1 в рамках другого дивізіону.
У сезоні 1987—1988 Уррутія один раз з'явився на полі в основному складі, відігравши всі 90 хвилин в домашній нічиїй 1:1 проти хіхонського «Спортінга», а потім додав ще п'ять ігор Ла Ліги в наступному. За цей час він встиг вибути і підвищитись у класі у складі резервістів. Сезон 1989–1990 він почав все ще як гравець резервного складу, але зрештою увірвався в основу. Перший свій гол за основну команду Уррутія забив 1 квітня 1990 року, допомігши здобути нічию 2-2 в домашній грі проти «Реала Вальядоліда», що відбулась на майданчику сусідів з «Реал Сосьєдада» на стадіоні Аточа.
Починаючи з сезону 1990—1991, Уррутія став дуже важливим елементом півзахисту першої команди, зі своїми навичками боротьби та витривалості ідеально доповнюючи Хулена Герреро, що був спрямований на атаку. Протягом 1997–98 років він взяв участь у 30 матчах, допомігши баскам потрапити до Ліги чемпіонів УЄФА як срібним призерам чемпіонату Іспанії.
Провівши від 2001 до 2003 року всього 25 ігор і маючи постійні проблеми з правим коліном, 35-річний Уррутія завершив ігрову кар'єру. Загалом він взяв участь у чотириста одному офіційному матчі.

## Президентство

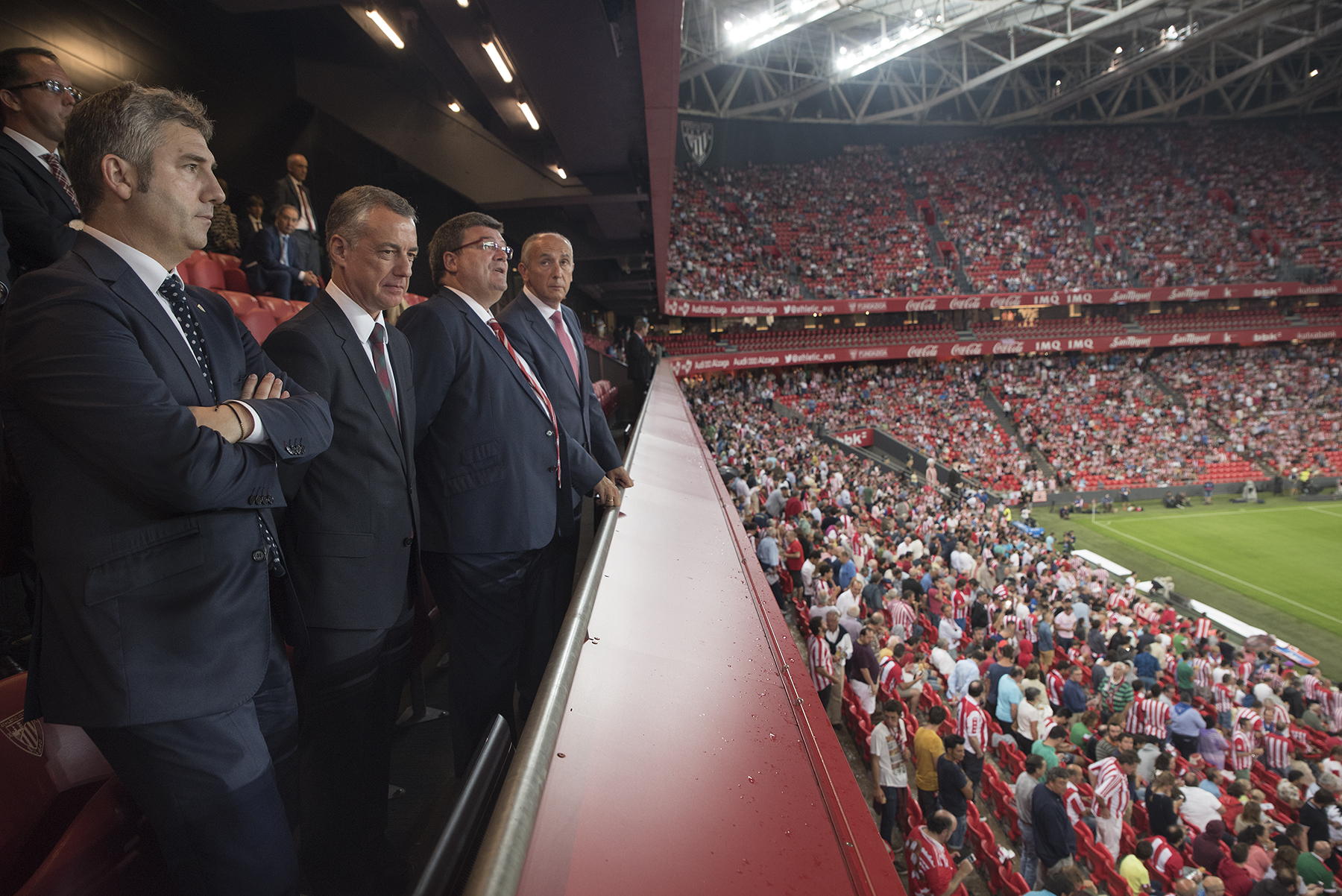
Уррутія (крайній ліворуч) у ложі для директорів на стадіоні Сан-Мамес поряд з Ініго Уркуллу, 2016 рік

7 липня 2011 року Уррутія переміг на президентських виборах (54,36 % голосів), ставши всього четвертим колишнім гравцем, обраним на цю посаду. У випадку обрання він пообіцяв залучити Марсело Б'єлсу на посаду головного тренера, і зрештою виконав цю обіцянку.
У березні 2015 року як єдиного кандидата Уррутію переобрали на наступні чотири роки. У перші дні свого перебування на посаді він призначив колишнього товариша по команді Хосе Анхеля Сіганду на посаду тренера резервістів, а через шість років зробив його головним тренером і основного складу. Він поставив його на місце іншого свого товариша по команді, Ернесто Вальверде.
У листопаді 2018 року Уррутія підтвердив, що відмовиться від посади президента Атлетік Більбао. Очолюючи «тимчасову раду» в очікуванні наступника, він встиг через погані результати звільнити головного тренера Едуардо Беріссо, призначеного лише за кілька місяців перед тим. На цю посаду знову запросили тренера дублерів, а саме Гаїску Гарітано. 27 грудня відбулись нові президентські вибори, на яких переміг Айтор Елісегі.